# Interzonenturnier Roosendaal 1976

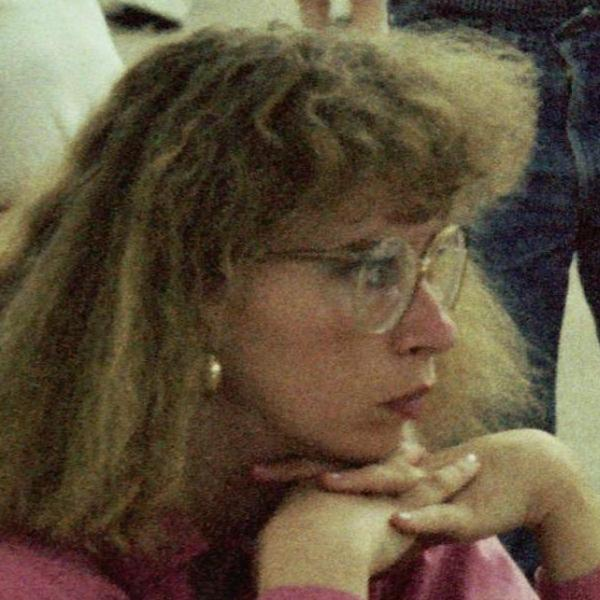
Elena Akhmilovskaya (1986)

Das Interzonenturnier der Frauen 1976 in Roosendaal war ein Schachturnier.

## Überblick

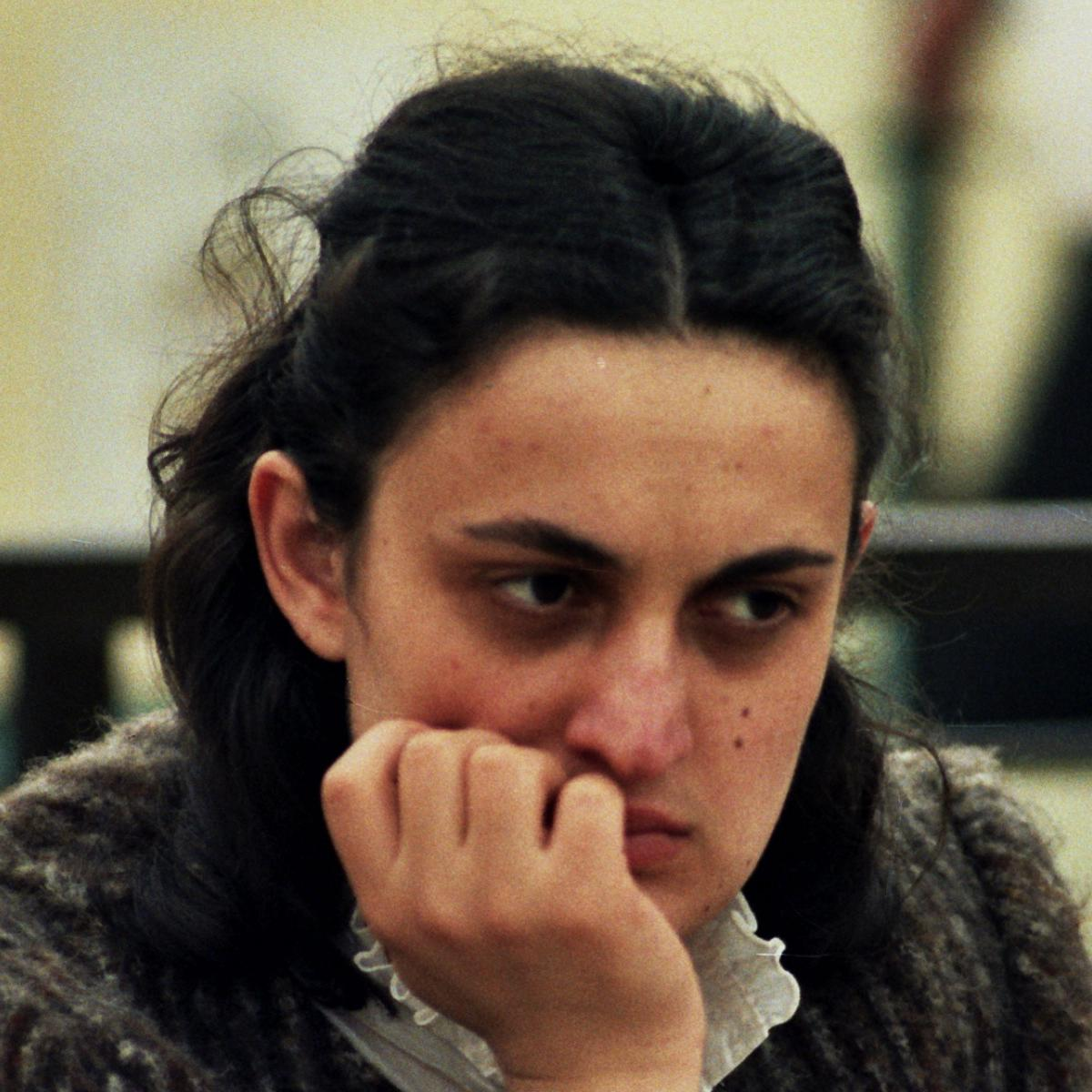
Maia Tschiburdanidse

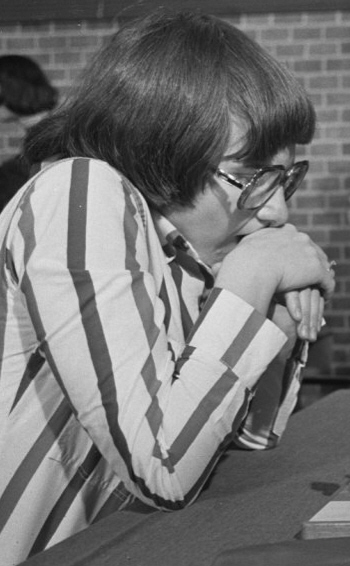
Alla Kuschnir (1976)

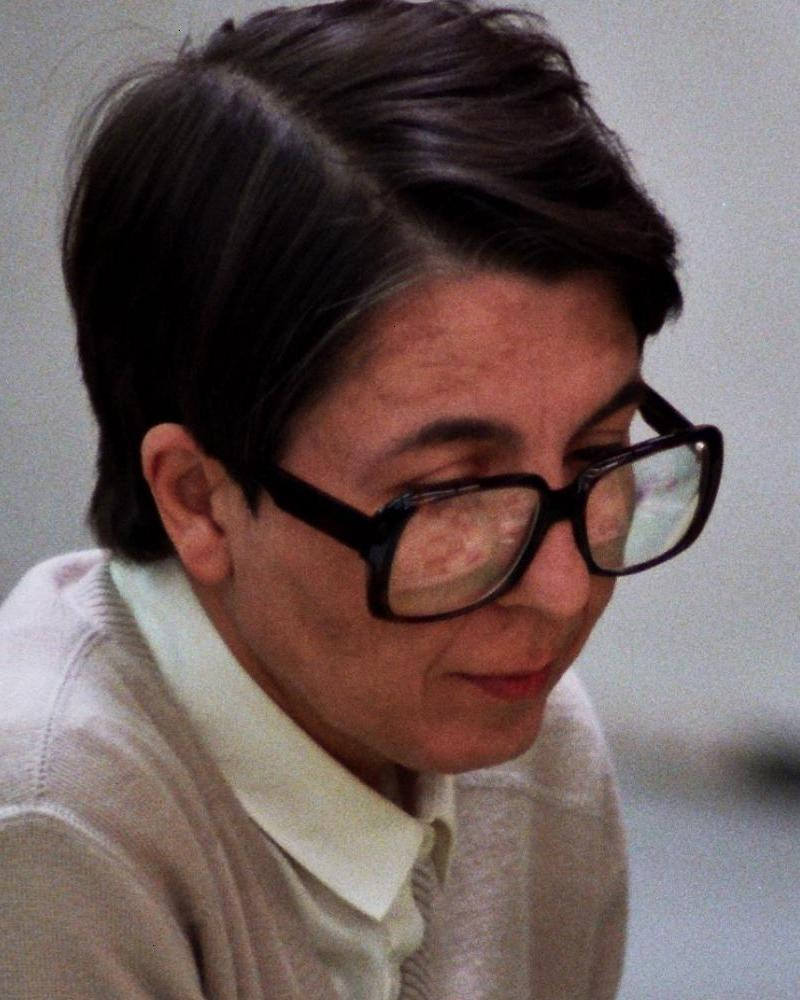
Alexandra van der Mije (1982)

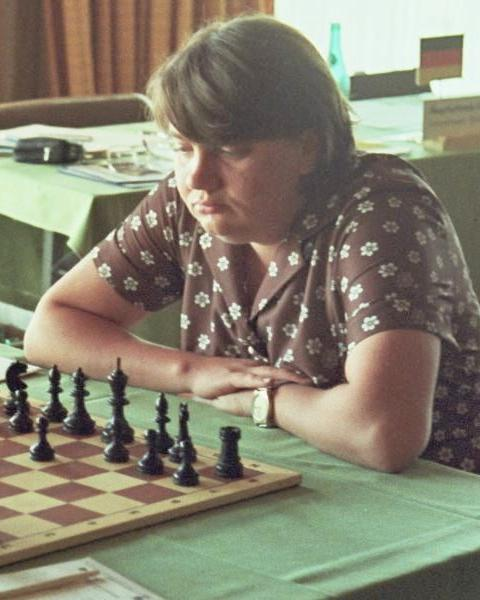
Tatjana Lematschko (1982)

Im Weltmeister-Zyklus 1976/78 wurden erstmals zwei Interzonenturniere der Frauen ausgetragen. Eines fand im November/Dezember 1976 in Roosendaal statt und das zweite Turnier gleichzeitig als Interzonenturnier 1976 in Tiflis.
Die beiden Ersten in Roosendaal (Elena Akhmilovskaya und Alla Kuschnir) waren direkt qualifiziert für das Kandidatenturnier der Frauen. Die nächsten zwei Platzierten mussten ein Play-off spielen, wobei Tatjana Lematschko mit 4½:3½ siegreich blieb und sich für das Kandidatenturnier qualifizierte.

### Kandidatenturnier
Zusammen mit den drei Qualifizierten aus dem Interzonenturnier Tiflis 1976 wurden 1977 und 1978 die Kandidatenkämpfe ausgetragen, die die 17-jährige Maia Tschiburdanidse im Januar 1978 in Bad Kissingen gewann.

## Kreuztabelle
|    | Teilnehmerin               | 01 | 02 | 03 | 04 | 05 | 06 | 07 | 08 | 09 | 10 | 11 | 12 | 13 | 14 | Punkte |
| -- | -------------------------- | -- | -- | -- | -- | -- | -- | -- | -- | -- | -- | -- | -- | -- | -- | ------ |
| 01 | Elena Akhmilovskaya        |    | ½  | 0  | 1  | ½  | 1  | ½  | ½  | 1  | 1  | ½  | 1  | 1  | 1  | 9½     |
| 02 | Alla Kuschnir              | ½  |    | ½  | 0  | 1  | ½  | ½  | 1  | 1  | 1  | 1  | ½  | 1  | 1  | 9½     |
| 03 | Alexandra van der Mije     | 1  | ½  |    | 1  | ½  | ½  | 1  | ½  | ½  | 0  | ½  | 1  | 1  | 1  | 9      |
| 04 | Tatjana Lematschko         | 0  | 1  | 0  |    | 0  | 1  | ½  | 1  | 1  | 1  | ½  | 1  | 1  | 1  | 9      |
| 05 | Zsuzsa Verőci              | ½  | 0  | ½  | 1  |    | ½  | 1  | 0  | ½  | 1  | ½  | 1  | 1  | 1  | 8½     |
| 06 | Jana Hartston              | 0  | ½  | ½  | 0  | ½  |    | ½  | 1  | ½  | ½  | 1  | ½  | 1  | 1  | 7½     |
| 07 | Ljudmila Belawenez         | ½  | ½  | 0  | ½  | 0  | ½  |    | ½  | ½  | 1  | 1  | ½  | ½  | 1  | 7      |
| 08 | Tatjana Fomina             | ½  | 0  | ½  | 0  | 1  | 0  | ½  |    | 0  | 1  | ½  | ½  | 1  | 1  | 6½     |
| 09 | Milunka Lazarević          | 0  | 0  | ½  | 0  | ½  | ½  | ½  | 1  |    | 0  | ½  | 1  | 1  | 1  | 6½     |
| 10 | Corry Vreeken              | 0  | 0  | 1  | 0  | 0  | ½  | 0  | 0  | 1  |    | 1  | ½  | 1  | ½  | 5½     |
| 11 | Ruth Orton                 | ½  | 0  | ½  | ½  | ½  | 0  | 0  | ½  | ½  | 0  |    | 1  | 0  | 1  | 5      |
| 12 | Maria Cristina de Oliveira | 0  | ½  | 0  | 0  | 0  | ½  | ½  | ½  | 0  | ½  | 0  |    | 1  | ½  | 4      |
| 13 | Ilse de Caro               | 0  | 0  | 0  | 0  | 0  | 0  | ½  | 0  | 0  | 0  | 1  | 0  |    | 1  | 2½     |
| 14 | Rita Gramignani            | 0  | 0  | 0  | 0  | 0  | 0  | 0  | 0  | 0  | ½  | 0  | ½  | 0  |    | 1      |